# Het jungleboek

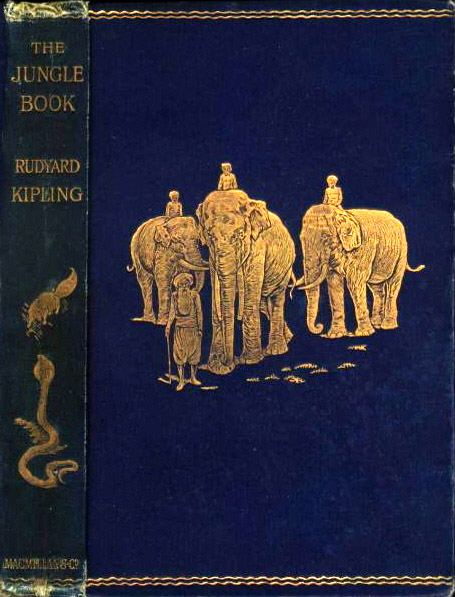
The Jungle Book, 1894

Het jungleboek (oorspronkelijke Engelse titel: The Jungle Book) is een verzameling verhalen en gedichten uit 1894 van Rudyard Kipling. Deze verhalen waren eerder los van elkaar gepubliceerd in tijdschriften.
Het bekendst zijn de drie verhalen over het mensenkind Mowgli dat in de jungle in India wordt opgevoed door wolven, maar het boek bevat ook andere verhalen met de jungle als thema. De verhalen zijn doorgaans opgezet als fabel. Zo komen er dieren in voor met menselijke karaktertrekjes en persoonlijkheden, die door Kipling worden gebruikt om de lezer morele lessen bij te brengen. Sommige lezers zien de verhalen in het boek ook als een metafoor voor de politiek en samenleving van die tijd.
In 1895 verscheen een vervolg op het boek getiteld Het tweede jungleboek, met wederom vijf verhalen over Mowgli.

## Verhalen
In Het jungleboek staan de volgende verhalen:
Mowgli’s Broedershet eerste verhaal over Mowgli. In dit verhaal is te lezen hoe hij als baby wordt gevonden door een roedel wolven, en door hen wordt opgevoed.
Hunting-Song of the Seeonee Pack
Kaa’s JachtMowgli wordt ontvoerd door apen, die hem tot hun koning willen maken. Bagheera, Baloe, Chil en Kaa zetten een redding op touw.
Road Song of the Bandar-Log
Tijger! Tijger!Mowgli keert terug naar de beschaving. Hij wordt geadopteerd door een vrouw genaamd Messua en haar echtgenoot, die denken dat hij hun lang verloren zoon Nathoo is.
Mowgli’s lied
De Witte ZeehondKotick, een zeldzame witte noordelijke zeebeer, zoekt een nieuw thuis voor zijn familie.
Lukannon
Rikki-Tikki-TaviRikki-Tikki, een jonge mangoest, wordt door een Britse familie die pas naar India is verhuisd als huisdier genomen. Hij moet hen uiteindelijk verdedigen tegen een groep cobra’s.
Darzee’s Chant
Toomai van de OlifantenToonami, een tienjarige jongen die vaak helpt met het verzorgen van olifanten, krijgt te horen dat hij nooit een volleerd olifantentemmer zal worden voor hij een olifant heeft zien dansen.
Shiv and the Grasshopper
Her Majesty's Servantsde nacht voor een militaire parade, luistert een groep soldaten naar het gesprek van de dieren in hun kamp.
Parade-Song of the Camp Animalseen parodie op verschillende bekende gedichten.

## Personages
- Mowgli het mensenkind
- Akela de wolf
- Phao opvolger van Akela
- Raksha de wolvin
- Baloe de beer
- Bagheera de panter
- Chil de wouw
- Mang de vleermuis
- Bandar-log, een troep apen
- Kaa de slang (Python)
- Shere Khan de tijger
- Rikki-Tikki-Tavi de mangoest
- Chikai de springrat
- Tabaqui de jakhals
- Mor de pauw
- Rama de waterbuffel
- Sahi het stekelvarken
- Hathi de olifant
- Jacala de krokodil
- Thuu de witte cobra
- Oe de schildpad
- Ko de raaf
- Ikki het stekelvarken

## Bewerkingen
De verhalen over Mowgli zijn diverse malen bewerkt voor jonge lezers. Dit is mogelijk, omdat de verhalen in het publiek domein staan en dus geen auteursrecht bevatten. Van zowel Disney als Warner Bros zijn er filmversies van gemaakt.

### Scouting
Een van de eerste bewerkingen is de bewerking die Kipling samen met Robert Baden-Powell maakt in de begindagen van de scoutingbeweging. Het jungleboek werd bewerkt tot een kapstok waaraan het avontuurlijke scoutingprogramma kan worden gehangen voor jongens en meisjes tussen de pakweg zeven en tien jaar. Filmbewerkingen werden onder andere gemaakt in 1942 onder regie van Zoltán Korda, in 1967 door producent Walt Disney en in 1994 geregisseerd door Stephen Sommers.

### Strips
- Een stripserie getiteld Petit d'homme werd gepubliceerd in België tussen 1996 en 2003. De verhalen in deze strip spelen zich af in een post-apocalyptische wereld. Mowgli’s vrienden zijn in deze strip mensen en geen dieren.
- DC Comics gebruikte enkele van de personages en omgevingen uit Het jungleboek voor een van de verhalen uit de reeks Elseworlds. In dit verhaal belandt een jonge Superman in de jungle en groeit op bij de dieren gelijk aan Mowgli.
- Een vierdelige stripserie getiteld  Het Laatste Jungle boek vertelt het levensverhaal van Mowgli in flashback. De verteller is Mowgli zelf, intussen een oude en gerespecteerde tapijtmaker.
- Het Suske en Wiske-verhaal De junglebloem (1969) is gebaseerd op het beroemde boek. Het sprekende aapje Monky is min of meer een verwijzing naar Mowgli, maar woont met een straatmuzikant in Europa in plaats van in de jungle en opgevoed door wolven. Een meisje in de Indische jungle is de dochter van Mowgli die zelf niet in het verhaal voorkomt, en vertelt het verhaal van Kipling aan Suske en Wiske.

### Boeken
Veel andere schrijvers hebben Kiplings personages gebruikt in hun eigen verhalen. Zo schreef Pamela Jekel in 1992 een vervolg op de Mowgli-verhalen getiteld The Third Jungle Book.

### Liveactionfilms en -series
- Het verhaal Toomai of the Elephants werd in 1937 verfilmd als Elephant Boy (1937). In de jaren 60 verscheen er een televisieserie over dit verhaal.
- Jungle Book (1942) – geregisseerd door Zoltán Korda, met Sabu Dastagir als Mowgli.
- The Jungle Book (1994) – met Jason Scott Lee als Mowgli.
- The Second Jungle Book: Mowgli and Baloo (1997) – met Jamie Williams as Mowgli.
- The Jungle Book: Mowgli's Story (1998) – met Brandon Baker als Mowgli.
- Mowgli: The New Adventures of the Jungle Book, een televisieserie geproduceerd door Saban Entertainment.
- The Jungle Book (2016) – met Neel Sethi als Mowgli.

### Animatie
- In 1967 kwam Disney met de animatiefilm Jungle Boek, die qua verhaal echter sterk afweek van Kiplings verhaal. Deze film kreeg in 2003 een vervolg getiteld Jungle Boek 2.
- Eveneens in 1967 verscheen in de Sovjet-Unie een animatiefilm gebaseerd op Het jungleboek getiteld Маугли (Maugli). De film bestaat uit vijf losse verhalen van elk ongeveer 20 minuten. Deze animatiefilm volgt het boek vrij nauwkeurig.
- Chuck Jones publiceerde een aantal cartoons gebaseerd op de verhalen Mowgli's Brothers, Rikki-Tikki-Tavi en The White Seal.
- In 1989 verscheen de animeserie Jungle Book Shonen Mowgli, die qua verhaal een mix is tussen het originele boek en de Disneyfilm.